# Dzhubga
Dzhubga (del ruso: Джубга) es un asentamiento de tipo urbano del raión de Tuapsé del krai de Krasnodar, en el sur de Rusia. Está situado en la desembocadura del río Dzhubga en la orilla oriental del mar Negro, junto a la bahía homónima, 39 km al noroeste de Tuapsé y 82 km al sur de Krasnodar, la capital del krai. Tenía 5 223 habitantes en 2010.
Es cabeza del municipio Dzhubgskoye, al que pertenecen asimismo Górskoye, Bzhid, Polkovnichi, Defanovka y Moldavanovka.

## Historia
La stanitsa Dzhubgskaya fue fundada en 1864 en el emplazamiento de un asentamiento shapsug. Fue el lugar de acuartelamiento del batallón costero shapsug, que formaba parte de la línea defensiva del mar Negro. Tras la disolución del batallón, en 1870, le fue retirado el grado de stanitsa y fue renombrada como derevnia Dzhubga. Poco después sería reconvertida en seló. En 1905 contaba con 74 hogares de campesinos rusos y formaba parte administrativamente del ókrug de Tuapsé de la gubernia de Chernomore. El 13 de junio de 1965 recibió el estatus de asentamiento de tipo urbano.

## Nacionalidades
En 2002, cuando contaba 5 246 habitantes, la etnia rusa representaba el 66.8 % de la población, la etnia armenia el 21.7 % y la etnia ucraniana el 4.3 %, entre otras.

## Economía y transporte
La localidad es un importante centro turístico debido a sus anchas playas arenoas sobre el mar Negro.
En la localidad se inicia, surgiendo de la carretera federal M4 Don Moscú-Novorosíisk, la carretera federal M27 que discurre entre esta localidad y la frontera abjasa o georgiana.

## Personalidades
- Katia Ogoniok (1977-2007), cantante rusa.